# 넥스트 인 패션
《넥스트 인 패션》(Next in Fashion)은 2020년에 넷플릭스에서 방송된 디자이너 서바이벌 프로그램이다. 전 세계에서 모인 18인의 디자이너들이 참가하며 우승자는 25만 달러를 받고 네타 포르테에 자신의 브랜드를 입점시킬 수 있다.

## 주요 출연자
- 김민주(민주킴) - 우승
- 다니엘 플래처 - 준우승
- 엔젤 텐